# 절충 (바둑)
절충은 쌍방이 일련의 접촉 과정에서 이해득실의 차이가 없는 최선의 수순으로 각자 모양을 결정하는 것이다.